# 한현준 (배우)
한현준(1999년 6월 7일~)은 대한민국의 배우이다.

## 출연작

### 드라마
- 2022년 tvN 《tvN 드라마 'O'PENing' - XX+XY》김명준 역
- 2022년 웹드라마 《수업중입니다》 차지우 역
- 2023년 웹드라마 《수업중입니다 2》 차지우 역
- 2023년 MBC 《오늘도 사랑스럽개》 불량학생 도재민 역
- 2023년 ENA 《사랑한다고 말해줘》 안태호 역
- 2024년 SBS 《커넥션》 민현우 역
- 2025년 TVING 《러닝메이트》 김기재 역

### 영화
- 2018년 단편영화 《조각》 도윤 역
- 2019년 단편영화 《인연》 김준수 역
- 2019년 단편영화 《빨간 맛》 오해녕 역
- 2020년 단편영화 《여름으로》 이진하 역
- 2020년 단편영화 《시간의 사이》 지은호 역
- 2020년 단편영화 《드라이소켓》 새벽 역
- 2021년 단편영화 《마지막 대사》 영화 속 남자 역
- 2021년 단편영화 《Good night》 동하 역
- 2021년 단편영화 《환몽》 K 클론 역
- 2021년 단편영화 《원죄》 주원 역
- 2021년 단편영화 《되돌리다》 현수 역
- 2021년 단편영화 《여름을 보내다》 유건우 역
- 2021년 단편영화 《나는 피해자입니다》 박태형 역
- 2021년 단편영화 《말해줘》 유겸 역
- 2021년 단편영화 《겨울은 외로워》 이로운 역
- 2021년 단편영화 《상태이상》 상태 역
- 2022년 단편영화 《NEVERMIND》 정희상 역
- 2022년 《더 킬러: 죽어도 되는 아이》 돈텔파파 사내1 역
- 2022년 단편영화 《비행청년》 박상수 역
- 2022년 단편영화 《어제의 바람》 정우 역
- 2022년 단편영화 《영훈》 이영훈 역
- 2023년 단편영화 《Re, Play》 최은철 역
- 2024년 단편영화 《염세적 낭만》 비우 역
- 2024년 단편영화 《미래에서 온 영희》 철수 역
- 2024년 장편영화 《수영제과》 공미남 역

### 광고
- 2021년 SSG.COM X Seagram's 원더플 코카-콜라 알비백
- 2024년 아시아나 항공

### 연극
- 2020년 《#셰익스피어, SNS를 시작하다》 햄릿 역
- 2021년 《심청, 진흙 속에 핀 연꽃처럼》 품바 역

### 뮤직비디오
- 2020년 나승현 - 머물러줘요
- 2025년 유인원 (UINONE) - Apocalypse